# 192.ª Brigada Mixta (Ejército Popular de la República)
La 192.ª Brigada Mixta fue una unidad del Ejército Popular de la República creada durante la Guerra Civil Española. Desplegada en el frente de Extremadura, la unidad tuvo un papel poco relevante durante la contienda.

## Historial
La unidad fue creada el 30 de abril de 1938 a partir de reservistas de las quintas de 1925 y 1926. Anteriormente una brigada asturiana había empleado esta numeración en el norte. La nueva 192.ª Brigada Mixta, que inicialmente estuvo encuadrada en la 53.ª División del XVII Cuerpo de Ejército, posteriormente sería agregada a la 29.ª División del VI Cuerpo de Ejército. Para la jefatura de la brigada se designó al mayor de milicias Abelardo Belenguer Alcober.
La organización de la unidad se retrasó mucho y no sería hasta el mes de julio en que estuvo completa. En noviembre de 1938 la 192.ª BM fue asignada a la 68.ª División. Su puesto de mando se encontraba en las Minas de Santa Quiteria. No llegaría a participar en la Batalla de Peñarroya, en enero de 1939, debido a su débil organización.

## Mandos
Comandantes
- Mayor de milicias Abelardo Belenguer Alcober;